# Курт Аренс
Курт Карл Найнрих (Курти) Аренс (на немски: Kurt Karl Heinrich (Kurti) Ahrens), или само Курт Аренс, е германски автомобилен състезател, участвал в стартове със спортни и с туристически автомобили, както и във „Формула 1“.
Роден на 19 април 1940 година в Брауншвайг, Германия. Известен е също като Курт Аренс-младши; с това име стартира през 1963 г. Баща му Курт Аренс-старши е шампион на Германия по спийдуей.

## Формула 1
Аренс започва кариерата си през 1958 във „Формула 3“ и печели титлата „Формула Джуниър“ през 1961 и 1963 г. Участва във „Формула 2“, както и в състезанието, в което загива легендарният шампион Джим Кларк на пистата Хокенхаймринг през 1968 г.
Аренс прави своя дебют във „Формула 1“ в състезанието за голямата награда на Германия през 1968 година. В световния шампионат записва 1 състезание, като не успява да спечели точки. Състезава се с частен „Брабам“.
Привлечен е през 1969 година за пилот на заводския тим на „Порше“, печели заедно с Жо Сифер състезанието „Австрия – 1000 километра“. През следващата година си партнира с Вик Елфорд и двамата печелят състезанието „1000-те километра на Нюрбургринг“ през 1970 г.